# 數碼寶貝04無限地帶
《數碼寶貝04無限地帶》，于2002年4月7日-2003年3月30日，全50话，每周日09:00-09:30（UTC+9）在富士电视台系列播映的电视动画，是數碼寶貝電視动画系列的第四作，原企划标题为《數碼寶貝掃描者》。通称或，华语地区通称“DF”或“04”。关于“Frontier”，企划人关弘美在V Jump采访中指出有两个含义：其一是“开拓”，其二是“最前线”。
华语地区的版权均由國際影業有限公司代理。中国大陆由广东东和兴影音有限公司（东和兴）代理总经销，辽宁文化艺术音像出版社代理发行VCD，為台湾台视配音版本（简体中文字幕），于2003年暑期发行上部（第1-26话）、十一黄金周发行下部（第27-50话）；搜狐视频2015年版权到期后，转由爱奇艺网络播映。香港于2003年7月21日-11月24日，每周一、三、五17:05-17:35（UTC+8）在TVB翡翠台配音和播映；VCD和DVD为鐳射企業有限公司配音和代理发行。台灣台視在播映前的新番组预告中，将本作片名暂译为《數碼寶貝先鋒》，正式播映时更改为《數碼寶貝04無限地帶》，于2003年7月6日-2004年6月13日，每周日17:57-18:27（UTC+8）播映。

## 剧情
很久以前，數碼世界中的人型和兽型数码兽發生了严重衝突，光明兽調停了這次衝突并成為數碼世界的统治者，後來他變得殘暴，不斷虐待他的子民，這時出現了传说中的十鬥士，打敗並合力封印了光明兽。然而，十鬥士消失了并化為戰魂，受三大天使掌管。此後數碼世界在三大天使的管治下得到和平。
可是有一天，數碼世界出现了新的黑暗势力，三大天使之一的智天使兽（基路比獸）受光明兽邪氣所感染，很多数码兽被智天使獸傳染而變得殘暴，不斷吞食數碼世界的数据。數碼世界有十個戰魂，歸於三大天使的炽天使兽（究極天使獸）、座天使兽（神聖天女獸）和智天使獸，作為三大天使擁有了十個戰魂（炎、光、冰、雷、风、土、水、木、鋼和暗），后五个戰魂變成了邪惡鬥士並四處破壞；现实世界有许多孩子们收到了来自數碼世界的神秘电子邮件，踏入數碼世界……

## 概要
与《数码宝贝大冒险》、《数码宝贝大冒险02》以及《数码宝贝驯兽师之王》的世界观等毫无关系的新系列，对比前三作以“没有搭档数码兽”“孩子们自己变身（进化）成数码兽”这样的方向展开。这是制作者们对“搭档数码兽在战斗的时候，孩子们只能看着”这种状况抱有疑问，改变设定后的产物。东映制作人关弘美谈到本作时说“以超级战队系列为意识的制作”，主要队员由5人热血汉、冷静的对手、一点红、少年、大汉构成，以及从敌方成为伙伴的生别的兄弟第六名队员。
与以现实世界为主要舞台的《数码宝贝驯兽师之王》相对照的，本作基本全篇都以数码世界为舞台，因为“在异世界冒险的幻想故事”这样的内容、以及没有搭档数码兽这样的要素，“与数码兽的羁绊”这样的本系列共通的主题基本上很薄弱。但是，“在数码世界旅行”这样的要点，“与主要人物血脉相连的角色后来加入主角群”，以及“主角群抱有强烈的情结”等继承原始体系的部分较多。
与“希望以全员为焦点”这样的立场制作的《数码宝贝大冒险》相反，从最开始到最后，大多数情况下倾向于让神原拓也与源辉二两人活跃。如初期冰熊兽首次登场的剧集，却让阿耆尼兽了结掉敌人，后期因为超魂进化，拓也和辉二两人之外的几乎都没有参加战斗。另外本作中的敌人是邪恶五斗士、智天使兽、君主兽、领主骑士兽、光明兽等，因此主人公们的胜率相当低，战斗的对手也几乎相同。
本作之外，以世界上普遍知道数码兽的存在作为展开，但本作是平成时代唯一一部到最后还没有普遍了解数码兽存在就完结的作品。本作的数码世界，从前作《数码宝贝驯兽师之王》强烈的科幻（SF）要素和复古未来（Retro Future）风格中突然一变，在平成时代的数码宝贝系列中幻想（Fantasy）要素最为强烈。
夏季东映动画节上结果变得十分严峻，毎年惯例的春季东映动画节成了《ONE PIECE》的独立上映等。因为这部作品，数码宝贝电视动画系列暂时停播，直到第5部《数码宝贝拯救者》中间经历了3年的空档。
最高收视率：10.3%、最低收视率：4.7%、平均收视率：7.2%。万代总玩具销售额45亿日元。

## 特别用语
- D-Scanner（数码扫描器[注 13]）本作的暴龙机，主要進化方式為魂進化[注 14]，即将储存在暴龙机中的魂（Spirit）和被选召的孩子们数据化，将其数据叠加。
- Trailmon（电车兽[注 15]）成为数码世界交通工具的大型数码兽。从各地的终端到终端运送数码兽和货物，有时也跨越世界之间的墙壁。除了拓也他们，邪恶斗士也经常利用机车兽移动。机车兽庞大的运输网几乎覆盖了整个数码世界，在数码世界因为光明兽消失之际，甚至残留着仅由轨道组成的网状。每条线路都有不同种类的机车兽在运行。
- Spirit（魂[注 16]）古代守護著數碼世界的十鬥士，為了日後的數碼世界免受破壞，在死後將他們自己的靈魂保存起來，沉睡在數碼世界中。分为炎、水、冰、雷、风、木、土、钢、光、暗等共十种属性，而每种属性又分为人形态[注 17]和兽形态[注 18]两种Spirit。這些Spirit是專為人而設，所以當人類使用Spirit後會變成一隻進化階段為合成體的数码兽，一般的数码兽也可使用、成為新的鬥士。兩種Spirit同時使用，可得到更高的力量，能完全繼承十鬥士的力量，像戰狼獸和火龍獸便是這種狀況下進化而成的。所有Spirit一起使用，便能召喚金剛武神獸。[15]

## 作品中出现的实物和地名

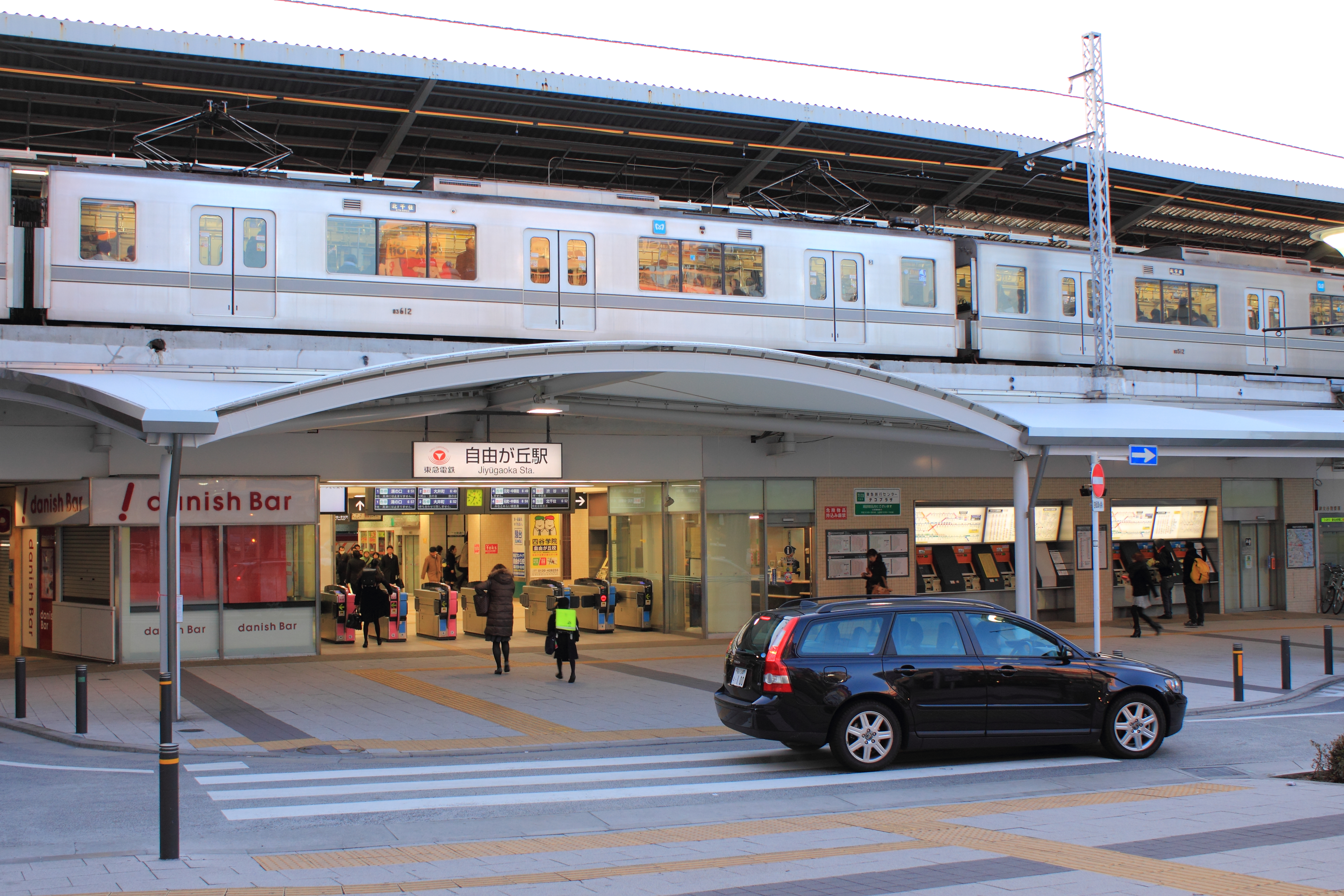
自由丘站

- 東橫線（東横線）：拓也从自由丘站至涩谷站所乘坐的東急電鐵（東急）线路
- 東急5000系電車（東急5000系電車）：拓也从自由丘站至涩谷站所乘坐的电车原型
- 自由丘站（自由が丘駅）：位于自由之丘（自由が丘），拓也家附近的站点
- 澀谷站（渋谷駅）：现实世界与数码世界的换乘站，2013年因为副都心線（副都心線）开始直通运营，所以作品中所描绘的旧东横线地上站台被解体。与作品中去数码世界的电车从地下出发和到达一样，现在东横线从涩谷站地下出发和到达
- 澀谷路口：全称「澀谷全向交叉路口」（渋谷スクランブル交差点），正式名称「澀谷站前交叉口」（渋谷駅前交差点）

## 製作人員
- 企劃：春名剛生（富士電視台）、木村京太郎（讀賣廣告社）、关弘美（東映動畫）、馬場厚成[注 19]（東映動畫）
- 原案：本乡昭由
- 連載：「V Jump」（集英社）
- 系列監督：貝澤幸男
- 系列構成：富田祐弘
- 音樂：有澤孝紀
- 角色設計：中鶴勝祥
- 総作画監督：山室直儀
- 色彩設計：板坂泰江
- 动画制作：東映動畫
- 制作協力：東映
- 制作：富士電視台、讀賣廣告社、東映動畫

## 主题曲

### 片头曲
「FIRE!!」
作詞 -  / 作曲・編曲 - 太田美知彥 / 主唱 - 和田光司
「FIRE!!」（香港TVB粵語版）
作詞 - 甄健強 / 作曲 - 太田美知彥 / 主唱 - 麥浚龍

### 片尾曲
（第1-26話）
作詞 - 松木悠 / 作曲 - 千綿偉功 / 編曲 - 渡部達也 / 主唱 - 和田光司
「an Endless tale 」（第27-50話）
作詞 -  / 作曲・編曲 - 太田美知彦 / 主唱 - 和田光司&AiM

### 插曲
「With the Will」（魂进化曲）（第1-21、23-35、39、40、48、49話）
作詞 - 大森祥子 / 作曲・編曲 - 渡部達也 / 主唱 - 和田光司
「The last element」（超魂进化曲）（第35-38、41、43-50話）
作詞 -  / 作曲・編曲 - 渡部達也 / 主唱 - 宮崎步
（第28話）
作曲 - 有澤孝紀 / 主唱 - 東京少年少女合唱隊
（告别曲）（第50話）
作词 - 大森祥子 / 作曲 - 千绵伟功 / 编曲 - 渡部達也 / 主唱 - 和田光司&AiM

### 角色曲
（第18話）
作词 -  / 作曲・编曲 - 太田美知彦 / 主唱 - 神原拓也（竹内順子）
「In the Blue」
作词・作曲 - Halta / 编曲 -  / 主唱 - 源辉二（神谷浩史）

作词・作曲 -  / 编曲 - 渡部達也 / 主唱 - 织本泉（石毛佐和）

作词 - 松井京子 / 作曲 - 江川裕史 / 编曲 - 太田美知彦 / 主唱 - 柴山纯平（天田真人）
（第7話）
作词 - 大森祥子 / 作曲・编曲 -  / 主唱 - 冰见友树（渡边久美子）
（第30、33、36話）
作词・作曲 - Halta / 编曲 -  / 主唱 - 木村辉一（铃村健一）
（第33話）
作词 -  / 作曲・编曲 - 太田美知彦 / 主唱 - 暗黑獸（铃村健一）
（波高兽&问答兽）
主唱 - 杉山佳寿子&菊池正美

## 各話列表
| 话数 | 日文标题 | 中文标题                                   | 脚本     | 演出     | 作画監督 | 电视首播时间  | 收视率 |
| ---- | -------- | ------------------------------------------ | -------- | -------- | -------- | ------------- | ------ |
| 1    |          | 傳說中的鬥士，炎系火神獸                   | 富田祐弘 | 貝澤幸男 | 山室直儀 | 2002年 4月7日 | 10.3%  |
| 2    |          | 光系野狼獸，地下迷宮之戰                   | 富田祐弘 | 今村隆寬 | 八島善孝 | 4月14日       | 9.5%   |
| 3    |          | 忍無可忍，冰系冰熊獸進化                   | 富田祐弘 | 吉泽孝男 | 清山滋崇 | 4月21日       | 9.6%   |
| 4    |          | 原來飛踢是很痛的，女鬥士仙女獸             | 成田良美 | 今泽哲男 | 伊藤智子 | 4月28日       | 8.5%   |
| 5    |          | 震撼大地的雷電力量，電光獸                 | 大和屋晓 | 川田武範 | 信實節子 | 5月5日        | 8.7%   |
| 6    |          | 傳說中五鬥士對新鬥士                       | 广真希   | 芝田浩樹 | 浅沼昭弘 | 5月12日       | 9.9%   |
| 7    |          | 飄浮空中的地域，積木獸的玩具王國           | 吉田玲子 | 角銅博之 | 出口敏雄 | 5月19日       | 8.8%   |
| 8    |          | 為了拯救同伴，進化吧！獨角獸               | 吉田玲子 | 梅澤淳稔 | 八島善孝 | 5月26日       | 8.3%   |
| 9    |          | 冰熊獸是敵人？神秘的電視森林               | 富田祐弘 | 吉泽孝男 | 上野贤   | 6月2日        | 9.2%   |
| 10   |          | 獸型戰魂失去控制？銀狼獸進化               | 富田祐弘 | 貝澤幸男 | 清山滋崇 | 6月9日        | 8.5%   |
| 11   |          | 打倒自己，傳說中的鬥士炎龍獸失控           | 大和屋晓 | 今泽哲男 | 伊藤智子 | 6月16日       | 8.3%   |
| 12   |          | 咆哮吧，炎龍獸！打倒巨岩獸                 | 广真希   | 川田武範 | 信實節子 | 6月23日       | 7.8%   |
| 13   |          | 甦醒吧，究極天使獸！十鬥士的秘密           | 吉田玲子 | 角銅博之 | 出口敏雄 | 6月30日       | 9.5%   |
| 14   |          | 雷電，劈碎岩石！雷光獸拼死的挑戰           | 富田祐弘 | 梅澤淳稔 | 浅沼昭弘 | 7月14日       | 8.3%   |
| 15   |          | 出人意表的戰魂進化，卡瑪拉獸               | 大和屋晓 | 吉泽孝男 | 上野贤   | 7月21日       | 7.0%   |
| 16   |          | 只是强還是不足的！美麗的鬥士，風神獸       | 成田良美 | 中村哲治 | 八島善孝 | 7月28日       | 7.2%   |
| 17   |          | 巴撒獸，吹起冰雪，喚出冰河！               | 广真希   | 芝田浩樹 | 伊藤智子 | 8月4日        | 6.6%   |
| 18   |          | 熱潮！機車獸大競賽                         | 广真希   | 今泽哲男 | 清山滋崇 | 8月11日       | 6.2%   |
| 19   |          | 拯救漢堡獸，友樹的真心                     | 吉田玲子 | 川田武範 | 信實節子 | 8月18日       | 5.8%   |
| 20   |          | 隱藏黑暗中的神秘鬥士，暗黑獸               | 成田良美 | 角銅博之 | 出口敏雄 | 8月25日       | 7.2%   |
| 21   |          | 五鬥士全滅？可怕的黑暗力量                 | 大和屋晓 | 梅澤淳稔 | 浅沼昭弘 | 9月1日        | 8.2%   |
| 22   |          | 回家，拓也獨自一人回歸                     | 富田祐弘 | 貝澤幸男 | 八島善孝 | 9月8日        | 7.2%   |
| 23   |          | 感覺數碼獸的力量，拓也使出渾身解數         | 广真希   | 吉泽孝男 | 上野贤   | 9月15日       | 7.4%   |
| 24   |          | 決戰雷光獸，純平與過去的激鬥               | 富田祐弘 | 中村哲治 | 伊藤智子 | 9月22日       | 6.6%   |
| 25   |          | 友樹的孤獨戰鬥，阿修羅獸的陷阱             | 成田良美 | 角銅博之 | 山室直儀 | 9月29日       | 5.6%   |
| 26   |          | 娜娜獸的执着，女性數碼獸之戰               | 吉田玲子 | 川田武範 | 清山滋崇 | 10月6日       | 7.9%   |
| 27   |          | 奇蹟，雙重戰魂，戰狼獸誕生                 | 富田祐弘 | 梅澤淳稔 | 信實節子 | 10月13日      | 7.2%   |
| 28   |          | 拓也的融合進化，火龍獸絕技降敵             | 大和屋晓 | 地岡公俊 | 出口敏雄 | 10月20日      | 6.3%   |
| 29   |          | 逃亡！千變萬化的魔彈獸                     | 吉田玲子 | 芝田浩樹 | 八島善孝 | 10月27日      | 5.4%   |
| 30   |          | 飛翔，黑暗系鬥士黑鷹獸                     | 成田良美 | 貝澤幸男 | 浅沼明弘 | 11月3日       | 4.7%   |
| 31   |          | 沉睡黑暗之中，機車獸墳場                   | 大和屋晓 | 吉泽孝男 | 上野贤   | 11月10日      | 6.8%   |
| 32   |          | 過去的真相，暗黑獸的秘密                   | 富田祐弘 | 中村哲治 | 伊藤智子 | 11月17日      | 5.1%   |
| 33   |          | 全新的黑暗鬥士，黑獅獸與凱撒獅子獸         | 广真希   | 角銅博之 | 山室直儀 | 11月24日      | 7.6%   |
| 34   |          | 決戰玫瑰之星，搶救神聖天女獸               | 富田祐弘 | 梅澤淳稔 | 清山滋崇 | 12月1日       | 6.9%   |
| 35   |          | 戰魂大融合，拓也與輝二的究極進化           | 广真希   | 川田武範 | 出口敏雄 | 12月8日       | 6.6%   |
| 36   |          | 勝利的飛翔，基路比城大決戰                 | 成田良美 | 地岡公俊 | 浅沼昭弘 | 12月15日      | 6.2%   |
| 37   |          | 決戰！拼盡一切，救回數碼世界               | 大和屋晓 | 今村隆寬 | 八島善孝 | 12月22日      | 7.4%   |
| 38   |          | 沒終結的戰鬥，六翅獸復活的序曲             | 富田祐弘 | 貝澤幸男 | 信實節子 | 2003年 1月5日 | 5.0%   |
| 39   |          | 這個是數碼世界？遠離月球                   | 广真希   | 吉泽孝男 | 上野贤   | 1月12日       | 5.4%   |
| 40   |          | 被選中者，操控天使獸的少年                 | 大和屋晓 | 角銅博之 | 伊藤智子 | 1月19日       | 6.6%   |
| 41   |          | 不准掃瞄，友情的豆藤                       | 成田良美 | 中村哲治 | 山室直儀 | 1月26日       | 5.9%   |
| 42   |          | 守護數碼蛋！漸逝的生命奇蹟                 | 吉田玲子 | 梅澤淳稔 | 八島善孝 | 2月2日        | 7.2%   |
| 43   |          | 故鄉消失，地獄使者喪屍撒旦獸               | 富田祐弘 | 川田武範 | 出口敏雄 | 2月9日        | 7.0%   |
| 44   |          | 並肩作戰，礦石獸與輝二的誓言               | 大和屋晓 | 地岡公俊 | 清山滋崇 | 2月16日       | 6.6%   |
| 45   |          | 擾亂數據大行動！秋葉市場防衛戰             | 广真希   | 芝田浩樹 | 浅沼昭弘 | 2月23日       | 5.7%   |
| 46   |          | 數碼世界毀滅？六翅獸支配黑暗               | 吉田玲子 | 今村隆寬 | 信實節子 | 3月2日        | 7.6%   |
| 47   |          | 皇家騎士戰敗，然後……！！                   | 广真希   | 吉泽孝男 | 伊藤智子 | 3月9日        | 6.3%   |
| 48   |          | 光明與黑暗合而為一，輝一最後的心願         | 成田良美 | 角銅博之 | 上野贤   | 3月16日       | 6.0%   |
| 49   |          | 戰鬥吧，金剛武神獸，六翅獸到達人類世界！！ | 富田祐弘 | 梅澤淳稔 | 出口敏雄 | 3月23日       | 5.2%   |
| 50   |          | 穿越時空！新傳說的開始                     | 富田祐弘 | 貝澤幸男 | 八島善孝 | 3月30日       | 6.6%   |

## 播放電視台
| 富士電視台 星期日 09:00-09:30（UTC+9）節目 2002年7月7日、12月29日 臨時節目調動停播 | 富士電視台 星期日 09:00-09:30（UTC+9）節目 2002年7月7日、12月29日 臨時節目調動停播 | 富士電視台 星期日 09:00-09:30（UTC+9）節目 2002年7月7日、12月29日 臨時節目調動停播 |
| ---------------------------------------------------------------------------------- | ---------------------------------------------------------------------------------- | ---------------------------------------------------------------------------------- |
|                                                                                    | 數碼寶貝04無限地帶 （2002年4月7日-2003年3月30日）                                  |                                                                                    |
| 數碼寶貝03馴獸師之王                                                               | 魔法少年賈修                                                                       |                                                                                    |

| TVB翡翠台 星期一、三、五 17:05-17:35（UTC+8）節目 | TVB翡翠台 星期一、三、五 17:05-17:35（UTC+8）節目 | TVB翡翠台 星期一、三、五 17:05-17:35（UTC+8）節目 |
| ------------------------------------------------- | ------------------------------------------------- | ------------------------------------------------- |
|                                                   | 數碼暴龍4無限地帶 （2003年7月21日-11月24日）      |                                                   |
| 我的ET同學                                        | 超齡細公主                                        |                                                   |
| TVB翡翠台 星期日 14:30-15:20（UTC+8）節目         |                                                   |                                                   |
| 道地星期日影院： 金枝玉葉                         | 數碼暴龍復活對決 （2007年7月15日）                | Meko夏日動漫展： 怪醫黑傑克－醫神危機             |

| 台視 星期日 17:57-18:27（UTC+8）節目           | 台視 星期日 17:57-18:27（UTC+8）節目                 | 台視 星期日 17:57-18:27（UTC+8）節目 |
| ---------------------------------------------- | ---------------------------------------------------- | ------------------------------------ |
|                                                | 數碼寶貝04無限地帶 （2003年7月6日-2004年6月13日）    |                                      |
| 數碼寶貝03馴獸師之王                           | 魔法少年賈修                                         |                                      |
| 東森幼幼台 星期日 15:00-16:00（UTC+8）節目     |                                                      |                                      |
| 數碼寶貝03馴獸師之王 冒險者之戰鬥 2009年8月2日 | 數碼寶貝04無限地帶 古代數碼寶貝復活 （2009年8月9日） | —                                    |
| 龍華動畫台 星期一至五 18:30-19:00（UTC+8）節目 |                                                      |                                      |
| 數碼寶貝03馴獸師之王 18:00-19:00（UTC+8）      | 數碼寶貝04無限地帶 （2016年8月24日-11月2日）         | 豬豬俠之幸福救援隊                   |

## 剧场版
| 作品名                                          | 剧场首映时间  | VHS发售时间   | DVD发售时间   | BD发售时间   | 監督     | 脚本     | 作画監督 | 音樂     | 时长   | 票房      |
| ----------------------------------------------- | ------------- | ------------- | ------------- | ------------ | -------- | -------- | -------- | -------- | ------ | --------- |
| 数码宝贝无限地带 古代数码宝贝（奥尼斯兽）复活!! | 2002年7月20日 | 2003年3月21日 | 2003年3月21日 | 2015年1月9日 | 今村隆寬 | 富田祐弘 | 山室直儀 | 有澤孝紀 | 41分钟 | 4.6億日圓 |

注1：爱奇艺、广东东和兴和台湾弘恩文化副標題譯為「古代數碼寶貝復活」。

注2：香港于TVB翡翠台首播該劇場版，副標題譯為「復活對決」，但正片的中文字幕顯示副標題為「古代數碼精靈復活」。香港鐳射企業未代理发行影碟版。

### 剧情
《数码宝贝无限地带 古代数码宝贝（奥尼斯兽）复活!!》
拓也和辉二等5人被冲到了一个名"迷惘之岛"的地方，在那里人型数码兽和兽型数码兽是完全对立的关系，人型数码兽帮助了拓也、友树和纯平，而兽型数码兽则协助辉二和泉，拓也和辉二竟就此打起上来，后来因其它数码兽哭了起来而停止。人型的剑道兽，与兽型的小熊兽是好朋友，他们说起了古代的数码兽，认为如果他们仍然存在的话，必定可解救这个岛。两种形态的数码兽再次战争，拓也进化成炎龙兽，而辉二则进化成野狼兽，制止战斗。后来纯平与小泉他们竟发现人型领袖与兽型领袖竟是同一只数码兽毛莫兽分别变身而成的两只数码兽，而它更令古代数码兽（奥尼斯兽）复活，意图统治数码世界，就在众人绝望之时，剑道兽和小熊兽向刻有古代暴龙兽和古代加鲁鲁兽壁画的遗迹祈祷，古代暴龙兽与古代加鲁鲁兽竟然复活了！并且帮助拓也等人打败了奥尼斯兽，制止了这次危机。至此，迷惘之岛的人型数码兽与兽型数码兽的战斗就此划下了句号。迷惘之岛也变得不再迷惘了。

### 登场角色
贞德兽（圣女兽）（Darcmon）
配音：上原多香子（日本）；黃玉娟（香港）
人型数码兽陣營的首領，能夠隨意轉換為贞德兽（圣女兽）和骏鹰兽（仙鹰兽）的形态，真身為毛莫兽（梅路梅克斯兽/魔狱兽），不停離間人型與獸型数码兽的關係，挑起人型與獸型数码兽的戰爭，其目的是為了令奥尼斯兽（Ornismon）復活，以達成統治數碼世界的野心。
骏鹰兽（仙鹰兽）（Hippogriffomon）
配音：綠川光（日本）；李致林（香港）
獸型数码兽陣營的首領，能夠隨意轉換為骏鹰兽（仙鹰兽）和贞德兽（圣女兽）的形态，真身為毛莫兽（梅路梅克斯兽/魔狱兽），不停離間獸型與人型数码兽的關係，挑起獸型與人型数码兽的戰爭，其目的是為了令奥尼斯兽復活，以達成統治數碼世界的野心。
毛莫兽（梅路梅克斯兽/魔狱兽）（Murmukusmon）
配音：山口健（日本）
贞德兽（圣女兽）和骏鹰兽（仙鹰兽）的真身，不停離間人型與獸型数码兽的關係，挑起人型與獸型数码兽的戰爭，其目的是為了令奥尼斯兽復活，以達成統治數碼世界的野心。

### 制作人员
- 原案：本乡昭由
- 連載：「V Jump」（集英社）
- 監督：今村隆寬
- 助監督：門由利子
- 脚本：富田祐弘
- 音樂：有澤孝紀
- 角色设计：中鶴勝祥
- 角色设计・作画監督：山室直儀
- 美術監督：行信三

## 朗读剧
|   | 作品名                                      | 公演名                                      | 公演时间      | 网络首播时间  | 舞台监督 | 朗读台本 | 场次 | 场馆         |
| - | ------------------------------------------- | ------------------------------------------- | ------------- | ------------- | -------- | -------- | ---- | ------------ |
| 1 | 数码宝贝一夜祭                              | 我们爱数码宝贝音乐 御台场纪念音乐会2003-春- | 2003年4月6日  | Ｎ／Ａ        | 角铜博之 | 广真希   | 2场  | Zepp Tokyo   |
| 2 | 数码宝贝无限地带 神秘电子邮件再来!犯人是谁! | 数码祭2022                                  | 2022年7月30日 | 2022年7月30日 | 清水雅文 | 大和屋晓 | 1场  | 立川舞台花园 |

## 广播剧CD
|   | 作品名                                 | 发售时间       | 演出              | 脚本                          | 时长   | CD编号     |
| - | -------------------------------------- | -------------- | ----------------- | ----------------------------- | ------ | ---------- |
| 1 | 数码宝贝无限地带 原创故事 想要传达的事 | 2003年4月23日  | 貝澤幸男          | 富田祐弘/成田良美/大和屋晓    | 34分钟 | NECA-30084 |
| 1 | 数码宝贝 原创故事 特别篇 ～with～      | 2003年12月19日 | 角銅博之/貝澤幸男 | 角銅博之/小中千昭/富田祐弘 等 | 9分钟  | ICCM-3     |
| 2 | 数码宝贝无限地带 名为希望的电车        | 2019年4月2日   | 貝澤幸男          | 廣真希                        | 25分钟 | HMCH-2081  |

## 代理漫画版
中国大陆
- 上海世纪华创文化形象管理有限公司获授权安排惊尘（策划、脚本和角色设计）、黄骐[21]（绘画）创作《数码宝贝・传说的天空》[22]（共9话，[23]续编于《数码宝贝无限地带》，加入大量中国元素）且连载于上海世纪出版集团主办、上海《漫动作》杂志社出版的《漫动作・少年志（GOGO TOP）》。[24]

香港
- 正文社获授权安排余遠鍠将本作改编成漫画，命名為《數碼暴龍04無限地帶》（共3卷21话），[25]連載於《CO-CO!》。[26]

台灣
- 東立出版社代理余遠鍠版本的本作改编漫画，命名為《數碼寶貝04無限地帶》。[27]

新加坡
- 創藝出版社代理余遠鍠版本的本作改编漫画，在新加坡和马来西亚发行简体中文（封面标题为繁体中文）和英文版。[28]

## 注解
1. TVB
2. 弘音版片头曲中文LOGO是「數碼寶貝4」，但影碟封面LOGO則是「數碼寶貝04無限地帶」。
3. 1 2  1997年东映动画株式会社和国际影业有限公司在香港成立合资公司东映动画企业有限公司，其中东映动画株式会社持股60%、国际影业有限公司持股40%，2009年东映动画株式会社购买国际影业有限公司所持40%股份，使东映动画企业有限公司成为东映动画株式会社全资子公司。至此东映动画株式会社的动画作品在亚洲部分地区版权从国际影业有限公司代理提供转为东映动画企业有限公司直接提供。
4. 1 2 3  「2002夏東映動畫節」公開，同時上映《金肉人二世 肌肉人参争夺！超人大战争》、《激鬥戰車 卡尔邦的挑战！》，合计票房数据。
5. ↑  2001年12月首次官宣时的原企划标题，与剧中进化道具“数码扫描器”（D-Scanner）命名相似。
6. ↑  东和兴后期发行VCD，将上部（第1-26话）命名为《数码宝贝04无限地带 传说中的斗士》。
7. ↑  东和兴后期发行VCD，将下部（第27-50话）命名为《数码宝贝04无限地带 决战玫瑰之星》。
8. ↑  台視于2003年6月29日播映《数码宝贝驯兽师之王》第51话片尾曲之后的下集预告。
9. ↑  新番组预告中的国语配音員角色分配与正式播映不同。
10. ↑  指數碼世界的時間，本作的數碼世界與数码宝贝大冒险系列的一樣，數碼世界的時間流速比現實世界快很多。
11. ↑  第1话、22话、最终话等例外的剧集也有。
12. ↑  因从2002年开始电视调查收视率计算方法有所改变，所以不能单纯地与2002年以前的作品收视率做比较
13. ↑  台譯為武裝暴龍機，港譯為密碼武裝暴龍機
14. ↑  台譯為武裝進化，香港镭射譯為數碼武裝進化，香港TVB譯為戰魂裝甲武裝進化
15. ↑  台譯和港譯為機車獸
16. ↑  台譯為鬥士精神，香港TVB譯為戰魂
17. ↑  相等於成熟期，但實力上可打敗很多完全體的数码兽，當中暗屬性的Spirit的力量可與究極體一決雌雄。
18. ↑  相等於完全體，實力比人形态Spirit強得多，可打敗究極體的数码兽，但代價便是它們很難控制，要成功控制，便需要壓住它們本身的獸性。
19. ↑  第21-50话
20. ↑  日本国内票房
21. ↑  2003年4月5日-4月6日于Zepp Tokyo举办的「我们爱数码宝贝音乐 御台场纪念音乐会2003-春-」（We Love DiGiMONMUSiC お台場メモリアルコンサート2003-春-）公演2天。4月5日「艺术家日」（アーティストDAY）共2场，现场演唱收录于CD专辑（NECA-17001）；4月6日「角色日」（キャラクターDAY）共2场，朗读剧《数码宝贝一夜祭》（デジモン:One Night Stand）公演。
22. 1 2 3  《数码宝贝系列 原创故事》时长9分钟，全球限定500张应募非卖品，包含《数码宝贝大冒险》（时长2分钟，演出/脚本：角銅博之）、《数码宝贝大冒险02》（时长2分钟，演出：角銅博之，脚本：角銅博之、泥沼静馬、吉村元希）、《数码宝贝驯兽师之王》（时长4分钟，演出：貝澤幸男，脚本：小中千昭）、《数码宝贝无限地带》（时长1分钟，演出：貝澤幸男，脚本：富田祐弘、成田良美、大和屋晓）的内容。
23. ↑  《数码宝贝无限地带 Blu-ray BOX》初回生产限定特典